# Jérôme-Marie Champion de Cicé
Jérôme-Marie Champion de Cicé (Rennes, 3 settembre 1735 – Aix-en-Provence, 19 agosto 1810) è stato un arcivescovo cattolico francese.
È stato vescovo di Rodez, poi arcivescovo metropolita di Bordeaux e infine arcivescovo metropolita di Aix.

## Biografia
Di nobile famiglia bretone, intraprese la carriera ecclesiastica: ottenuto il dottrato in teologia alla Sorbona, fu nominato abate commendatario di Chantemerle; ordinato prete nel 1761, fu nominato vicario generale del vescovo di Auxerre, suo fratello Jean-Baptiste.
Dal 1765 al 1770 fu agente generale del clero di Francia e consigliere di Stato.
Fu nominato vescovo di Rodez nel 1770 e nel 1781 fu trasferito alla sede metropolitana di Bordeaux.
Fu eletto deputato del clero del siniscalcato di Bordeaux agli Stati generali del 1789. Fu guardasigilli di Luigi XVI e contribuì alla stesura della Dichiarazione dei diritti dell'uomo e del cittadino: lasciò la carica dopo la proclamazione della Costituzione civile del clero e nel 1791 emigrò a Bruxelles.
Rientrato in patria nel 1802, fu nominato arcivescovo di Aix: morì nel palazzo vescovile di Aix nel 1810.

## Genealogia episcopale e successione apostolica
La genealogia episcopale è:
- Cardinale Guillaume d'Estouteville, O.S.B.Clun.
- Papa Sisto IV
- Papa Giulio II
- Cardinale Raffaele Sansone Riario
- Papa Leone X
- Papa Paolo III
- Cardinale Francesco Pisani
- Cardinale Alfonso Gesualdo di Conza
- Papa Clemente VIII
- Cardinale Pietro Aldobrandini
- Cardinale Laudivio Zacchia
- Cardinale Antonio Barberini, O.F.M.Cap.
- Cardinale Nicolò Guidi di Bagno
- Arcivescovo François de Harlay de Champvallon
- Arcivescovo Hardouin Fortin de la Hoguette
- Cardinale Henri-Pons de Thiard de Bissy
- Cardinale Charles-Antoine de la Roche-Aymon
- Arcivescovo Jérôme-Marie Champion de Cicé

La successione apostolica è:
- Vescovo Jean-Chrysostome de Villaret (1802)
- Arcivescovo Pierre-Ferdinand de Bausset-Roquefort (1808)